# Buk pod hradem
Buk pod hradem je solitérní památný strom buk lesní (Fagus sylvatica L.) ve Světlově ve Šternberku v okrese Olomouc v Olomouckém kraji. Nachází se na levém břehu říčky Sitka pod hradem Šternberk v Domašovské vrchovině v přírodním parku Sovinecko a na Moravě.

## Historie a popis
Buk pod hradem roste na pozemku bývalého podniku Moravia. Je v dobrém zdravotním stavu. V roce 2013 bylo provedeno prořezání koruny a umístěna korunová vazba. Dle reference:
| Výška stromu                 | 31,0 m (dle údajů z roku 2004 a 2009)                                                    | 31,0 m (dle údajů z roku 2009)                                                           |
| Obvod kmene ve výčetní výšce | 4,0 m (dle údajů z roku 2004)                                                            | 4,07 m (dle údajů z roku 2009)                                                           |
| Ochranné pásmo               | vyhlášené – kruh o poloměru 10×průměr kmene ve výčetní výšce se středem v ose paty kmene | vyhlášené – kruh o poloměru 10×průměr kmene ve výčetní výšce se středem v ose paty kmene |
| Datum prvního vyhlášení      | 27. listopadu 2004                                                                       | 27. listopadu 2004                                                                       |

## Další informace
Strom není veřejně přístupný. Kolem vede cyklistická trasa 6009 a další turistické trasy.

## Galerie

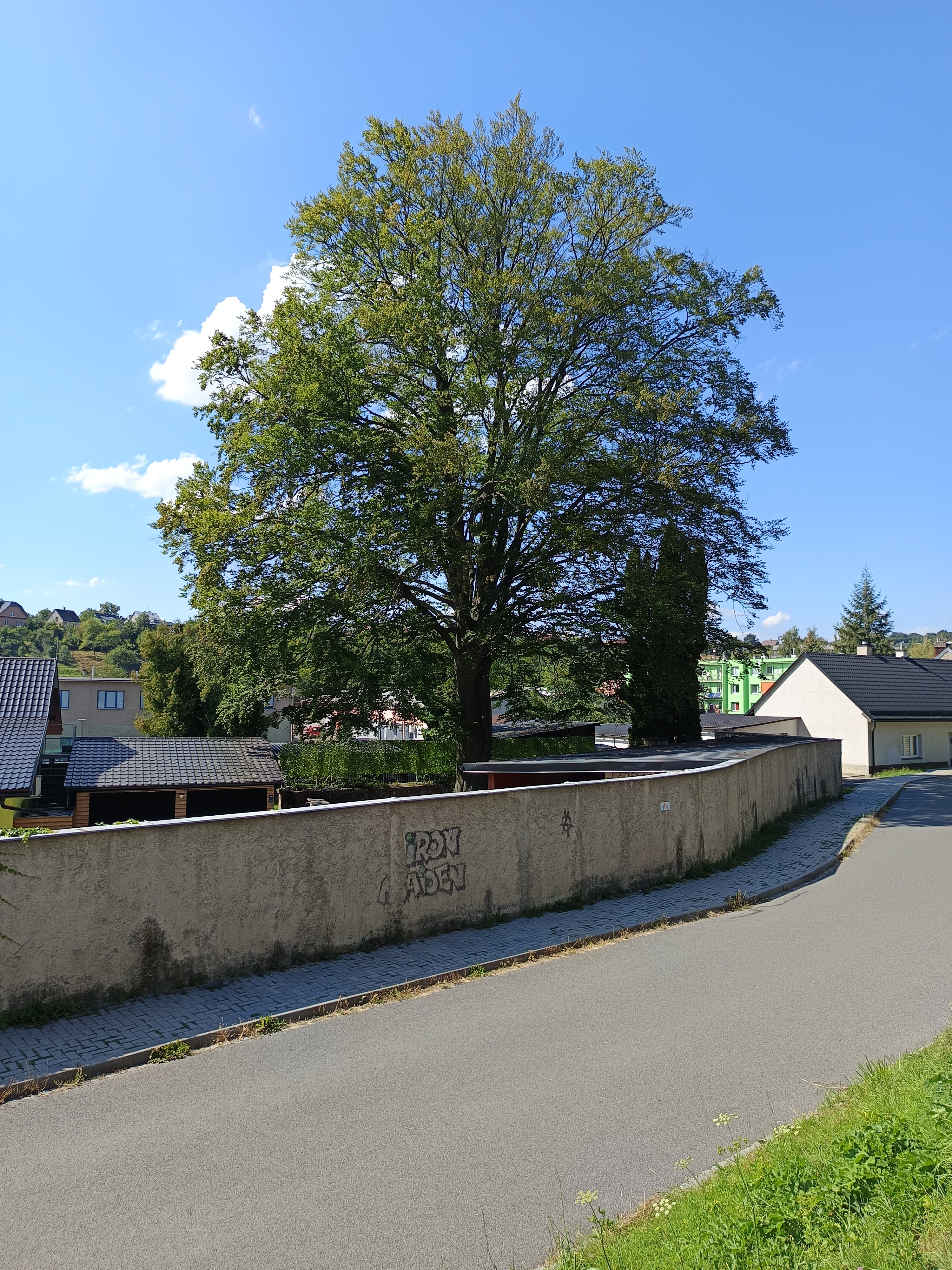
Umístění buku
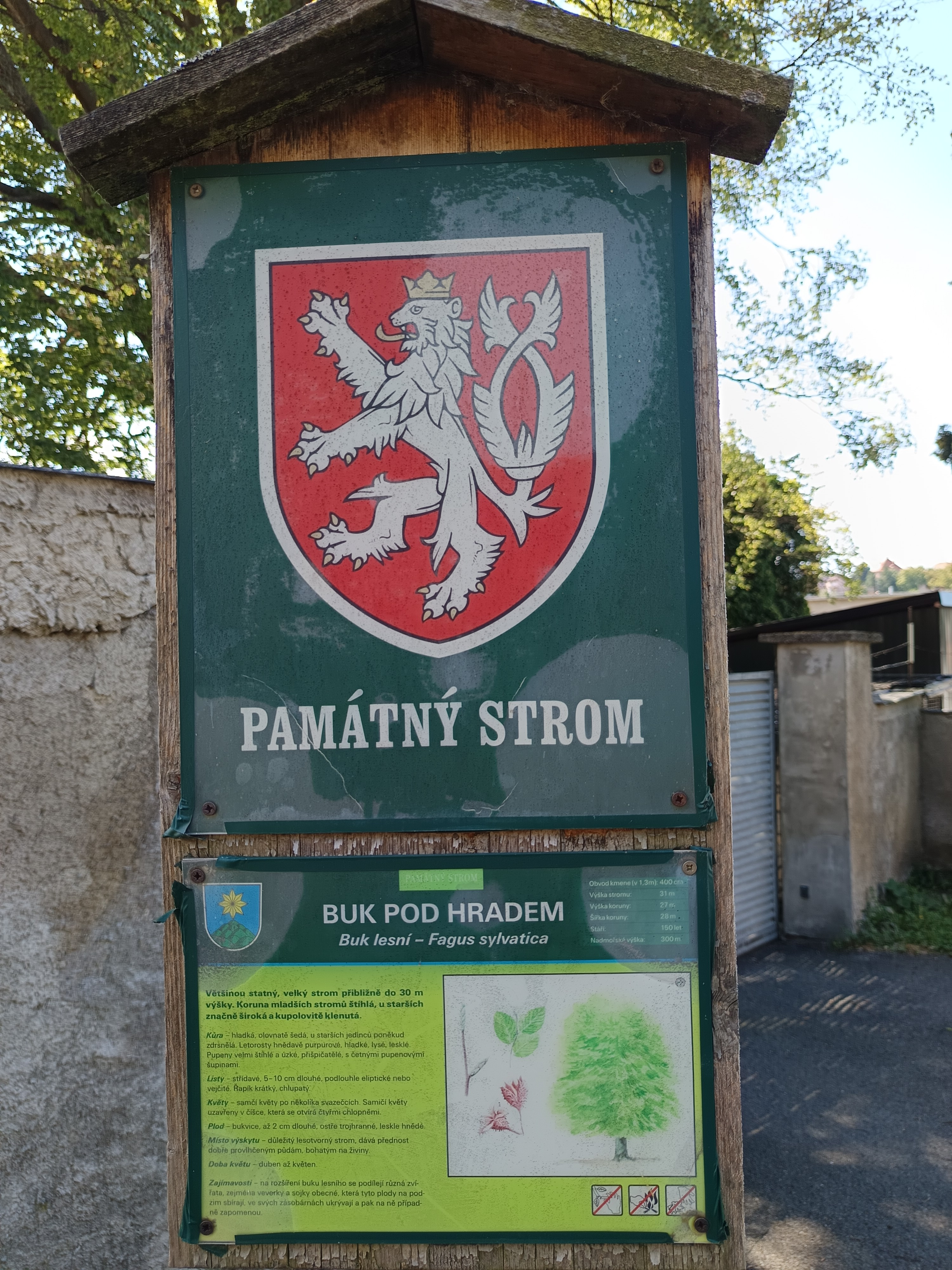
Informační panel